# Ајудул де Сус (Алба)
Ајудул де Сус (рум. Aiudul de Sus) насеље је у Румунији у округу Алба у општини Ајуд. Општина се налази на надморској висини од 288 m.

## Становништво
Према подацима из 2002. године у насељу је живело 2419 становника.

### Попис2002.
| Расподела становништва по националности 2002.‍ | Расподела становништва по националности 2002.‍ | Расподела становништва по националности 2002.‍ | Расподела становништва по националности 2002.‍ | Расподела становништва по националности 2002.‍ |
| --------------------------------------------- | --------------------------------------------- | --------------------------------------------- | --------------------------------------------- | --------------------------------------------- |
|                                               |                                               |                                               |                                               |                                               |
| Румуни                                        | Румуни                                        |                                               | 1.486                                         | 61,5%                                         |
| Мађари                                        | Мађари                                        |                                               | 420                                           | 17,4%                                         |
| Роми                                          | Роми                                          |                                               | 511                                           | 21,1%                                         |